# 伊忍道 打倒信长
《伊忍道 打倒信长》是一款由光荣公司制作和发行的角色扮演类游戏。本游戏最初PC-8801SR、PC-9801、MSX2家用电脑和夏普X68000。游戏后以《超级伊忍道 打倒信长》在超级任天堂上发行。
故事的时间设定在1582年。玩家的角色为伊贺，他的村庄受到军阀织田信长的攻击而遭到破坏。忍者必须穿越战国时期的日本，争取各个地方的忍者、贤士、隐士、浪人和武士的帮助。
1993年，本游戏被汉化而移植至MS-DOS。中文版游戏可以在英文操作系统运行。2003年，PC-9801版本移植至Windows 98，作为庆祝光荣公司25周年的专辑一部分。